# يان بارتولوميو
يان بارتولوميو (8 فبراير 1983 في المملكة المتحدة - ) (بالإنجليزية: Ian Bartholomew)‏ هو لاعب كريكت بريطاني.

## وصلات خارجية
- يان بارتولوميو على موقع إي آس بي آن كريك إنفو (الإنجليزية)